# Katy Gallagher
Pour les articles homonymes, voir Gallagher.
Katy Gallagher, née le 17 mars 1970 à Weston Creek dans le Territoire de la capitale australienne, est une femme politique australienne, membre du Parti travailliste (ALP).
De 2011 à 2014, elle est la sixième Ministre en chef (Chief Minister) du Territoire de la capitale australienne (ACT).
Depuis mai 2022, elle est ministre des Finances, ministre des Femmes, vice-présidente du Conseil exécutif fédéral, et depuis janvier 2025, ministre des Services gouvernementaux dans le gouvernement d'Anthony Albanese.